# رانجیتا
رانجیتا (به انگلیسی: Ranjitha) (زاده ۴ ژوئن ۱۹۷۵) بازیگر و سیاستمدار هندی است.
از کارهای معروف او می‌توان به بازی در فیلم بی‌عدالتی اشاره کرد.

## فیلم‌شناسی
فهرست برخی از فیلم‌هایی که رانجیتا در آن‌ها به ایفای نقش پرداخته است:
- بی‌عدالتی-۱۹۹۴
- ساروجا-۲۰۰۸
- راوانا-۲۰۱۰
- آخرین تدوین کارگردان-۲۰۱۶